# Ralph Bunche
Ralph Johnson Bunche (né le 7 août 1904 - mort le 9 décembre 1971) est un anthropologue, politologue et un diplomate afro-américain qui reçut en 1950 le prix Nobel de la paix pour sa médiation dans le conflit israélo-palestinien. Il devient ainsi la première personne noire à être honorée dans l'histoire de ce prix. En 1963, il reçoit la médaille présidentielle de la Liberté du président John F. Kennedy.

## Biographie

### Jeunesse et formation
Ralph Bunche est né à Détroit, dans l'État du Michigan, dans une famille afro-américaine aux racines irlandaises. Son père, Fred Bunche, est coiffeur, sa mère, Olive, née Johnson, musicienne en amateur. Afin que l'état de santé de la femme s'améliore, ils décident de déménager pour Albuquerque, dans le Nouveau-Mexique. À la suite de la mort de la mère survenue peu après, et l'abandon et la disparition du père (il semble qu'il se soit remarié plus tard), Ralph, orphelin, est élevé par sa grand-mère Lucy Taylor Johnson à Los Angeles, où elle était devenue membre active de la communauté afro-américains,,,,,,.

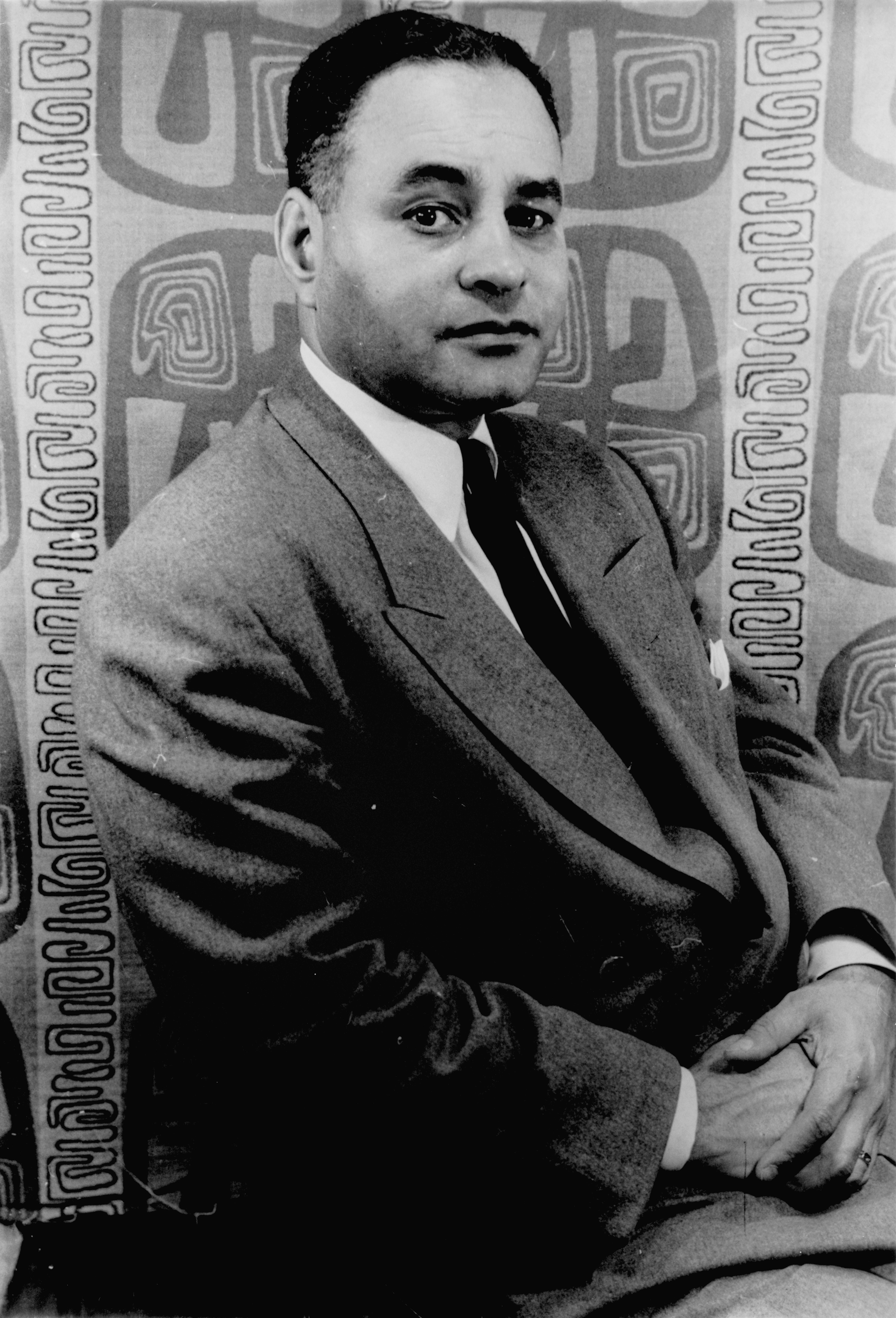

Bunche est un élève brillant de la Jefferson High School, il en sort avec le titre prestigieux de valedictorian. Il est admis à l'Université de Californie à Los Angeles et diplômé summa cum laude en 1927 après avoir été major de sa promotion. Utilisant l'argent rassemblé par sa communauté, il part étudier à l'université Harvard, où il obtient un Master of Arts en science politique en 1928 et un Ph.D en 1934, bien qu'il soit en même temps professeur à l'université Howard de 1928 à 1950.
En 1936, il se rend à la London School of Economics, en Grande Bretagne pour poursuivre des recherches postdoctorales en anthropologie, puis à l'université du Cap, en Afrique du Sud, pour poursuivre ses recherches.
En 1936, il est l'auteur d'un pamphlet intitulé A World View of Race.

### Carrière
Pendant la Seconde Guerre mondiale, exempt du service militaire par raisons de santé, il travaille pour l'Office of Strategic Services avant de rejoindre le Département d'État des États-Unis en 1943. Il participe à la Conférence de San Francisco en 1945.
À la fin de la Seconde Guerre mondiale, Bunche participe, avec la délégation américaine, à l'élaboration de la Charte des Nations unies en 1945. Il participe également, du côté américain, avec Eleanor Roosevelt, à l'élaboration de la Déclaration universelle des droits de l'homme.
Au début de 1947, Bunche est entraîné dans les négociations concernant le conflit israélo-arabe. Il devient alors assistant du comité spécial des Nations unies pour la Palestine, puis secrétaire général de la Commission pour la Palestine des Nations unies.
En 1948, il travaille avec le comte Folke Bernadotte, médiateur de l'ONU en Palestine. En septembre, Bernadotte est assassiné par des activistes extrémistes juifs du Lehi. Bunche remplace Bernadotte dans son rôle de médiateur et organise les négociations qui mènent à la signature des Accords d'armistice israélo-arabes de 1949, travaux pour lesquels il reçoit le Prix Nobel de la paix en 1950.

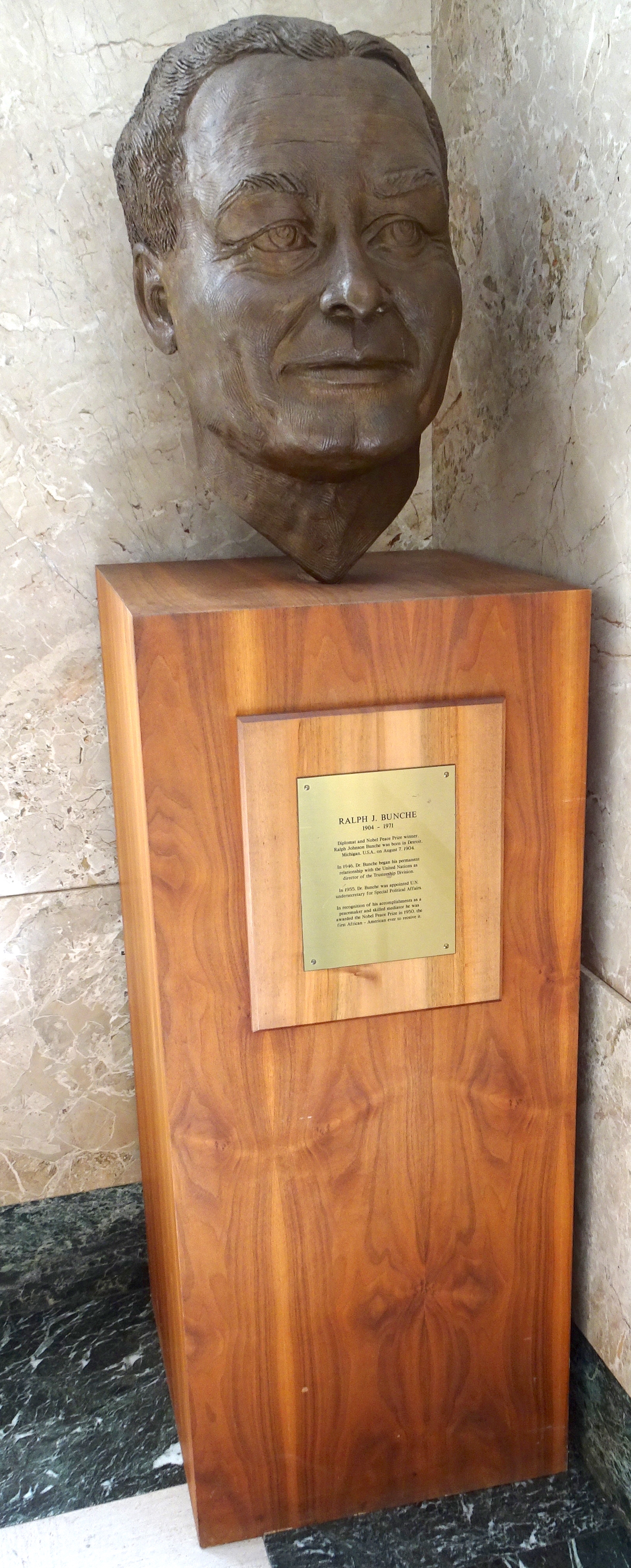
Buste au Palais des Nations à Genève.

Il continue de travailler pour l'ONU, notamment au Congo, au Yémen, au Cachemire, et à Chypre. Il devient Secrétaire général adjoint des Nations unies en 1968.

### Vie privée
Il décède en 1971 à New York. Son épouse Ruth décède en 1988 à 82 ans. Ils reposent au Woodlawn Cemetery du Bronx.

## Archives
Les archives de Ralph Bunche sont déposées à la bibliothèque publique de New York.

## Œuvres

### Essais et anthologies
- A World View Of Race, Washington, district de Columbia, The Associates in Negro Folk Education (réimpr. 1968) (1re éd. 1936), 112 p. (ISBN 9780804600552, lire en ligne),
- Ralph J. Bunche (dir.) et Jonathan Holloway (dir.), A Brief and Tentative Analysis of Negro Leadership, New York, New York University Press, 1er février 2005 (réimpr. 2004, 2005) (1re éd. 1940), 256 p. (ISBN 9780814736647, lire en ligne),
- Ralph J. Bunche (dir.) et Dewey W. Grantham (dir.), The Political Status of the Negro in the Age of FDR, Chicago, Illinois, University of Chicago Press, 1973, 728 p. (ISBN 9780226080284, lire en ligne),
- Ralph J. Bunche (dir.) et Robert R. Edgar (dir.), An African American in South Africa : The Travel Notes of Ralph J. Bunche, 28 September 1937-1 January 1938, Athens, Ohio, Ohio University Press (réimpr. 2001) (1re éd. 1992), 420 p. (ISBN 9780821410219, lire en ligne),

### Articles

#### Années 1930-1939
- « French Educational Policy in Togo and Dahomey », The Journal of Negro Education, vol. 3, no 1,‎ janvier 1934, p. 69-97 (29 pages) (lire en ligne ),
- « A Critical Analysis of the Tactics and Programs of Minority Groups », The Journal of Negro Education,, vol. 4, no 3,‎ juillet 1935, p. 308-320 (13 pages) (lire en ligne ),
- « A Critique of New Deal Social Planning as it Affects Negroes », The Journal of Negro Education,, vol. 5, no 1,‎ janvier 1936, p. 59-65 (7 pages) (lire en ligne ),
- « French and British Imperialism in West Africa », The Journal of Negro History, vol. 21, no 1,‎ janvier 1936, p. 31-46 (16 pages) (lire en ligne ),
- « Education in Black and White », The Journal of Negro Education, vol. 5, no 3,‎ juillet 1936, p. 351-358 (8 pages) (lire en ligne ),
- « The Land Equation in Kenya Colony: (As Seen by a Kikuyu Chief) », The Journal of Negro History, vol. 24, no 1,‎ janvier 1939, p. 33-43 (11 pages) (lire en ligne ),
- « The Programs of Organizations Devoted to the Improvement of the Status of the American Negro », The Journal of Negro Education, vol. 8, no 3,‎ juillet 1939, p. 539-550 (12 pages) (lire en ligne ),

#### Années 1940-1959
- « Africa and the Current Conflict », Negro History Bulletin, vol. 4, no 1,‎ octobre 1940, p. 11-14 (4 pages) (lire en ligne ),
- « The Rôle of the University in the Political Orientation of Negro Youth », The Journal of Negro Education, vol. 9, no 4,‎ octobre 1940, p. 571-579 (9 pages) (lire en ligne ),
- « The Irua Ceremony Among the Kikuyu of Kiambu District, Kenya », The Journal of Negro History, vol. 26, no 1,‎ janvier 1941, p. 46-65 (20 pages) (lire en ligne ),
- « The Negro in the Political Life of the United States », The Journal of Negro Education, vol. 10, no 3,‎ juillet 1941, p. 567-584 (18 pages) (lire en ligne ),
- « Democracy: A World Issue », The Journal of Negro Education, vol. 19, no 4,‎ automne 1950, p. 431-438 (8 pages) (lire en ligne ),
- « Equality without Qualifications », Phylon (1940-1956), vol. 15, no 3,‎ été 1951, p. 209-218 (10 pages) (lire en ligne ),
- « United Nation and World Tensions », Pakistan Horizon, vol. 6, no 2,‎ juin 1953, p. 43-50 (8 pages) (lire en ligne ),
- « Presidential Address », The American Political Science Review, vol. 48, no 4,‎ décembre 1954, p. 961-971 (11 pages) (lire en ligne ),

## Prix et distinctions
(sélection)
- 1949 : Récipiendaire de la médaille Spingarn, décernée par la NAACP[19],
- 1950 : Récipiendaire du prix Nobel de la paix[20],
- 1951 : Lauréat du prix Silver Buffalo, décerné par la National Boy Scouts of America[21],
- 1963 : Récipiendaire de la médaille de la Liberté décernée par le président Lyndon B. Johnson[22]
- 2004 : Lauréat du prix William J. Donovan, décerné par l'Office of Strategic Services Society[23]

## Pour approfondir

#### Notices dans des encyclopédies et manuels de références
- (en-US) James Haskins, One More River to Cross : The Stories of Twelve Black Americans, New York, coll. « Scholastic Biography » (réimpr. 1994) (1re éd. 1992), 232 p. (ISBN 9780606059640, lire en ligne), p. 63-78,
- (en-US) Barbara C. Bigelow (dir.), Contemporary Black Biography, Volume 5, Detroit, Michigan, Gale Research Inc., 24 septembre 1993, 327 p. (ISBN 9780810385573, lire en ligne), p. 41-45,
- (en-US) Weigl (dir.), African American Biography V1, Detroit, Michigan, UXL, 1994, 225 p. (ISBN 9780810392359, lire en ligne), p. 104-106,
- (en-US) Ben Keppel, The Work of Democracy, Cambridge, Massachusetts, Harvard University Press (réimpr. 2021) (1re éd. 1995), 317 p. (ISBN 9780674958432, lire en ligne), p. 31-95,
- (en-US) Suzanne Michele Bourgoin (dir.), Encyclopedia Of World Biography, vol. 3, Detroit, Gale Research, 2 décembre 1997, 527 p. (ISBN 9780787622213, lire en ligne), p. 121-122,
- (en-US) John A. Garraty (dir.) et Mark C. Carnes (dir.), American National Biography, vol. 3 : Blatchford - Burnet, New York, Oxford University Press, USA, 1999, 973 p. (ISBN 9780195127829, lire en ligne), p. 911-913,
- (en-US) Rachel Kranz (dir.) et Philip J. Koslow (dir.), The Biographical Dictionary of African Americans, New York, Facts on File, 1999, 313 p. (ISBN 9780816039043, lire en ligne), p. 33-34,
- (en-US) Colin A. Palmer (dir.), Encyclopedia Of African American Culture And History : The Black Experience In The Americas, vol. 1, Detroit, MacMillan Reference Books, 2005, 397 p. (ISBN 9780028658162, lire en ligne), p. 354-356,

#### Essais anglophones
- J. Alvin Kugelmass, Ralph J. Bunche : Fighter for Peace, New York, Julian Messner, 1962, 202 p. (OCLC 1360660, lire en ligne),
- Margaret B Young, The Picture Life of Ralph J. Bunche, New York, F. Watts, 1968, 56 p. (OCLC 2047821, lire en ligne),
- James Haskins, Ralph Bunche : A Most Reluctant Hero, New York, Hawthorn Books, 1974, 154 p. (ISBN 9780801562280, lire en ligne)
- Peggy Mann, Ralph Bunche : Un Peacemaker, New York, Coward, McCann & Geoghegan, 1975, 392 p. (ISBN 9780698304598, lire en ligne),
- Jean Gay Cornell, Ralph Bunche, Champion of Peace, Garrard Pub. Co, 31 décembre 1976, 96 p. (ISBN 9780811645836),
- Ann Donegan Johnson, The Value of Responsibility: The Story of Ralph Bunche, La Jolla, Californie, Value Communications (réimpr. 1985) (1re éd. 1978), 72 p. (ISBN 9780916392291, lire en ligne),
- Benjamin Rivlin (dir.), Ralph Bunche : the Man and his Times, New York, Holmes & Meier Publishers, 1990, 328 p. (ISBN 9780841911451, lire en ligne),
- Brian Urquhart, Ralph Bunche : An American Life, New York, W.W. Norton & Company, Inc. (réimpr. 1998) (1re éd. 1993), 536 p. (ISBN 9780393035278, lire en ligne),
- Ben Keppel, The Work of Democracy : Ralph Bunche, Kenneth B. Clark, Lorraine Hansberry, and the Cultural Politics of Race, Cambridge, Massachusetts, Harvard University Press, 1995, 328 p. (ISBN 9780674958432, lire en ligne),
- Charles P. Henry (dir.), Ralph J. Bunche: Selected Speeches and Writings, University of Michigan Press, 17 janvier 1996, 344 p. (ISBN 9780472105892);
- Brian Urquhart, Ralph Bunche:An American Odyssey [« Ralph Bunche: An American Life »], W. W. Norton Company, 17 octobre 1998, 512 p. (ISBN 9780393318593),
- Charles P. Henry, Ralph Bunche : Model Negro or American Other, New York, New York University Press (réimpr. 2005) (1re éd. 1999), 332 p. (ISBN 9780814735831, lire en ligne),
- Anne Schraff, Ralph Bunche: Winner of the Nobel Peace Prize, Enslow Publishers, 1er mars 1999, 128 p. (ISBN 9780766012035),
- Joseph D. McNair, Ralph Bunche, Chanhassen, Minnesota, Child's World, 2001, 48 p. (ISBN 9781567669220, lire en ligne),
- Jonathan Scott Holloway, Confronting the Veil : Abram Harris Jr., E. Franklin Frazier, and Ralph Bunche, 1919-1941, Chapel Hill, Caroline du Nord, University of North Carolina Press, 2002, 324 p. (ISBN 9780807826782, lire en ligne)
- Robert A. Hill (dir.) et Edmond J. Keller (dir.), Trustee for the Human Community : Ralph J. Bunche, the United Nations, and the Decolonization of Africa, Athens, Ohio, Ohio University Press, 2010, 232 p. (ISBN 9780821419106, lire en ligne),
- Elad Ben-Dror (trad. de l'hébreu par Diana File & Lenn Schramm), Ralph Bunche and the Arab-Israeli Conflict: Mediation and the UN, 1947-1949, Routledge/Taylor & Francis Group, 7 octobre 2015, 300 p. (ISBN 9781138789883),
- Kal Raustiala, The Absolutely Indispensable Man, Oxford University Press, 2022, 688 p. (ISBN 978-0197602232)

#### Articles anglophones
- Mercer Cook, « Phylon Profile, XVIII: Ralph Johnson Bunche--Statesman », Phylon (1940-1956), vol. 9, no 4,‎ hiver 1948, p. 303-309 (7 pages) (lire en ligne ),
- Rhode Shuster et Marguerite Cartwright, « Ralph J. Bunche: United Nations Mediator », Negro History Bulletin, vol. 19, no 8,‎ mai 1956, p. 174-176, 180 (4 pages) (lire en ligne ),
- « United Nations: Ralph Bunche Letter to Eugene Rostow on Withdrawal of U.N.E.F. », International Legal Materials, vol. 7, no 2,‎ mars 1968, p. 462-463 (2 pages) (lire en ligne ),
- Charles Henry, « Ralph Bunche and the APSA », PS, vol. 16, no 4,‎ automne 1983, p. 706-711 (6 pages) (lire en ligne ),
- Brian Urquhart, « The Higher Education of Ralph Bunche », The Journal of Blacks in Higher Education, no 4,‎ été 1994, p. 78-84 (7 pages) (lire en ligne ),
- Kingsley Moghalu, « The Legacy of Ralph Bunche », The Fletcher Forum of World Affairs, vol. 21, no 2,‎ été 1997, p. 165-177 (13 pages) (lire en ligne ),
- « Honorable Mention for 2001 Ralph Bunche Award », PS: Political Science and Politics, vol. 35, no 1,‎ mars 2002, p. 149 (1 page) (lire en ligne ),
- « Ralph Bunche: An American Odyssey », PS: Political Science and Politics, vol. 35, no 3,‎ septembre 2002, p. 613 (1 page) (lire en ligne ),
- « Ralph Bunche Summer Institute Participants Work Showcased at 2002 Annual Meeting », PS: Political Science and Politics, vol. 35, no 4,‎ décembre 2002, p. 780 (1 page) (lire en ligne ),
- Monique L. Lyle, « Reflections on the 2002 Ralph Bunche Summer Institute », PS: Political Science and Politics, vol. 35, no 4,‎ décembre 2002, p. 781 (1 page) (lire en ligne ),
- Lawrence S. Finkelstein, « Remembering Ralph Bunche », World Policy Journal, vol. 20, no 3,‎ 2003, p. 70-73 (4 pages) (lire en ligne ),
- Beverly Lindsay, « Ralph Bunche: University and Diplomatic Legacies Fostering Innovative Paradigms », The Journal of Negro Education, vol. 73, no 2,‎ printemps 2004, p. 105-115 (11 pages) (lire en ligne ),
- Beverly Lindsay, « Introduction and Overview: The Insights of Ralph Bunche for the 21st Century », The Journal of Negro Education, vol. 73, no 2,‎ printemps 2004, p. 103-104 (2 pages) (lire en ligne ),
- Jonathan Scott Holloway, « Ralph Bunche and the Responsibilities of the Public Intellectual », The Journal of Negro Education, vol. 73, no 2,‎ printemps 2004, p. 125-136 (12 pages) (lire en ligne ),
- Princeton N. Lyman, « Ralph Bunche's International Legacy: The Middle East, Congo, and United Nations Peacekeeping », The Journal of Negro Education, vol. 73, no 2,‎ printemps 2004, p. 159-170 (12 pages) (lire en ligne ),
- Hanes Walton, Jr., « The Political Science Educational Philosophy of Ralph Bunche: Theory and Practice », The Journal of Negro Education, vol. 73, no 2,‎ printemps 2004, p. 147-158 (12 pages) (lire en ligne ),
- Jonathan Scott Holloway, « Ralph Bunche and the Responsibilities of the Public Intellectual », The Journal of Negro Education, vol. 73, no 2,‎ printemps 2004, p. 125-136 (12 pages) (lire en ligne ),
- Charles P. Henry, « Ralph Bunche and the Evolution of Human Rights », The Black Scholar, vol. 34, no 2,‎ été 2004, p. 24-29 (6 pages) (lire en ligne ),
- Charles P. Henry, « Ralph Bunche: Academic Excellence and Global Responsibility », PS: Political Science and Politics,, vol. 38, no 1,‎ janvier 2005, p. 91-93 (3 pages) (lire en ligne ),
- James Cockayne et David M. Malone, « The Ralph Bunche Centennial: Peace Operations Then and Now », Global Governance, vol. 11,‎ été 2005, p. 331-350 (20 pages) (lire en ligne ),
- « Ralph Bunche Summer Institute Participants Present Work at Annual Meeting », PS: Political Science and Politics, vol. 38, no 4,‎ octobre 2005, p. 819 (1 page) (lire en ligne ),
- « Ralph Bunche Institute Deadline Approaches », PS: Political Science and Politics, vol. 39, no 1,‎ janvier 2006, p. 190 (1 page) (lire en ligne ),
- Pearl T. Robinson, « Ralph Bunche and African Studies: Reflections on the Politics of Knowledge », African Studies Review, vol. 51, no 1,‎ avril 2008, p. 1-16 (16 pages) (lire en ligne ),